# Brassaï
Brassaï, eredeti nevén Halász Gyula, (Brassó, 1899. szeptember 9. – Èze, Alpes-Maritimes, Franciaország, 1984. július 8.) fotó- és filmművész, festő, író, a Beszélgetések Picassóval című mű szerzője.
Brassai eleven szem.

## Családja
Anyai ágon az erdélyi örmény nemesi Verzár család leszármazottja.    Édesanyja Verzár Margit. Édesapja Halász Gyula, Halász Kálmán bátyja.
Brassóban születtem. Az 1899-ik év 9-ik havának 9-ik napján. Négyszeresen a 9-es számmal megjelölve.
Id. 

## Élete
A Brassói Főreáliskola elvégzése (1917) után a budapesti Képzőművészeti Főiskola hallgatója; tanulmányait megszakítva, 1919-ben önként beállt a Vörös Hadseregbe s hadifogságba esett. 1919-ben Berlinbe, onnan Párizsba ment. Amikor Párizsba érkezett, még nem tudott fényképezni, az akkor már ott élő André Kertész támogatta, és vezette be a művészkörökbe. Az alig néhány évvel később kiadott fotóalbumaiban viszont már a lényegét tudta megragadni Párizsnak, úgy, ahogy erre korábban csak Toulouse-Lautrec volt képes. Gyakran fotózta az éjszakai Párizst is. A hosszú expozíciós idő megállapításához egy cigaretta (Gitanes vagy Boyard) végigégése volt a mérték.
A fotóművészet mellett képzőművészként és íróként is sikeres volt. Cikkeit, beszámolóit a Brassói Lapok, a Napkelet, a Keleti Újság és a Periszkop közölte. Regényt írt, Prévert verseit illusztrálta, grafikát, Picassóval együtt szobrokat állított ki, egy filmje (Ameddig állatok lesznek) díjat nyert a Cannes-i fesztiválon, sikert aratott franciául 12 kiadásban, magyarul Beszélgetések Picassóval címen 1968-ban megjelent könyvével. Sokoldalú egyéniség, a graffitinak, a falakra karcolt és írt képeknek, szavaknak, mondatoknak, a párizsi utca folklórjának felfedezője. Művészi pályájának alakulásáról családtagjaihoz írott francia nyelvű levelekben számolt be. 1940 előtti levelezéséből A Hét közölt válogatást (1977. aug.–nov.), majd 1980-ban a Kriterion Könyvkiadó jelentette meg a levelek gyűjteményét Előhívás cím alatt, a szerző jegyzeteivel és utószavával.

## Írók Brassaïról
Brassaïba a város (Párizs – szerk.) legváratlanabb helyén ütközött az ember. Arcán folyton ugyanaz a mosoly, szemében ugyanaz a vallató pillantás, ajkán folyton ugyanaz a készség a szóra, hogy az éppen akkor elkapott élményét azon frissiben átadja. Mintha folyton valamiféle őrségen lett volna, szüntelenül szimatolt, kutatott, fürkészte a távolt amögött is, akivel beszélt. Számára minden dolognak, de mindnek volt jelentősége. Soha nem bírált, ítéletet soha nem mondott a dolgokról vagy eseményekről. Egyszerűen csak számot adott arról, amit látott és hallott.
Különleges valaki. Senkihez sem hasonlítható fényképész: valójában festő, szobrász, aki a szobrászat és festészet helyett a fényképészetet választotta.

## Film
Alakja feltűnik az 1990-ben készült Henry és June (Henry & June) amerikai filmdrámában, szerepét Artus de Penguern formálja meg. A Philip Kaufman rendezte mélyen ihletett alkotás ragyogóan idézi fel a háború előtti évek egoista hangulatát és a XX. század három kiemelkedő egyéniségét (Henry Miller, June Miller és Anaïs Nin), akiknek életét a szexuális emancipáció és az ezzel kapcsolatos élmények irodalommá formálása tölti ki.

## Kötetei
- Paul Morand: Paris de nuit. 60 photos inédites de Brassai; Arts et métiers graphiques, Paris, 1933 (Collection "Réalités")
- Histoire de Marie; bev. Henry Miller; Les Édition du Point du Jour, Paris, 1949
- Photographies, dessins; előszó Henry Miller; Neuf, Paris, 1952 (Editions neuf)
- Séville en fête. Photographies; előszó Henry de Montherlant, szöveg Dominique Aubier; Delpire, Paris, 1954 (Collection neuf)
- Graffiti de Brassaï. Textes et photos de Brassaï et deux conversations avec Picasso; Les Editions du Temps, Paris, 1960
- Conversations avec Picasso; Gallimard, Paris, 1964
- Photographs; bev. Lawrence Durrell; Museum of Modern Art, New York, 1968
- Henry Miller grandeur nature; Gallimard, Paris, 1975
- The secret Paris of the 30's; franciából angolra ford. Richard Miller; Thames and Hudson, London, 1976
- Henry Miller grandeur nature 2. Henry Miller, rocher heureux; Gallimard, Paris, 1978
- Les artistes de ma vie; Denoel, Paris, 1982
- Brassaï; bev. Roger Grenier; Centre national de la photographie, Paris, 1987 (Photo poche)
- Paris le jour Paris la nuit. Exposition organisée avec la participation de Paris Audiovisuel Musée Carnavalet du 8 novembre 1988 au 8 janvier 1989; rend. Gilberte Brassaï, közrem. Annick Barret, Françoise Reynaud, bev. Kim Sichel; Musée Carnavalet, Paris, 1988
- Marcel Proust sous l'emprise de la photographie. 16 photogr. de l'auteur; Gallimard, Paris, 1997
- Letters to my parents; angolra ford. Laki Péter, Kántor Barna; University of Chicago Press, Chicago–London, 1998
- Brassaï; rend. d'Alain Sayag, d'Annick Lionel-Marie, szöveg Jean-Jacques Aillagon et al; Centre Pompidou–Seuil, Paris, 2000 (L'oeuvre photographique)

### Magyarul
- Beszélgetések Picassóval; ford., jegyz. Réz Ádám, bev. Illyés Gyula; Corvina, Bp., 1968
- Előhívás. Levelek 1920–1940; közread. Halász Kálmán, vál., jegyz. és utószó Horváth Andor; Kriterion, Bukarest, 1980